# Seaside 〜Summer Tales〜
『Seaside 〜Summer Tales〜』（シーサイド サマー・テイルズ）は松田聖子のベスト・アルバム。1997年6月21日発売。発売元はSony Records。

## 解説
Sony Recordsからマーキュリー・ミュージックエンタテインメント（現・ユニバーサルミュージック）に移籍後、Sony Recordsから発売されたアルバム。
1996年11月1日に発売された『Winter Tales』の姉妹作品で夏の浜辺や海岸通り、高原や異国の島を舞台にした曲のみを収録したコンピレーション・アルバム。
アルバムジャケットは、1991年12月1日に発売された2枚組ベスト・アルバム『Bible』のCDジャケット別カットが使用され、夏っぽく加工された。
2006年7月19日に発売された、74枚組CD-BOX『Seiko Matsuda』に、デジタル・リマスタリング仕様、かつLPサイズジャケットにリニューアルされて同梱された。リマスター盤の個別販売はない。

## 収録曲
1. 小麦色のマーメイド　（3:35）
  - 作詞:松本隆 作曲:呉田軽穂 編曲:松任谷正隆
2. Sailing　（4:08）
  - 作詞・作曲:財津和夫 編曲:大村雅朗
  - アルバム『Silhouette 〜シルエット〜』（1981年5月21日）収録
3. ボーイの季節　（4:33）
  - 作詞・作曲:尾崎亜美 編曲:大村雅朗
4. 潮騒　（3:56）
  - 作詞:三浦徳子 作曲:小田裕一郎 編曲:大村雅朗
  - アルバム『SQUALL』（1980年8月1日）収録
5. スピード・ボート　（4:06）
  - 作詞:松本隆 作曲:財津和夫 編曲:大村雅朗
  - シングル「ハートのイアリング」（1984年11月1日）片面曲
6. 愛の神話　（4:18）
  - 作詞:三浦徳子 作曲:小田裕一郎 編曲:信田かずお
  - アルバム『Silhouette 〜シルエット〜』収録
7. マイアミ午前5時　（4:56）
  - 作詞:松本隆 作曲:来生たかお 編曲:大村雅朗
  - アルバム『ユートピア』（1983年6月1日）収録
8. レモネードの夏　（3:37）
  - 作詞:松本隆 作曲:呉田軽穂 編曲:新川博
  - シングル「渚のバルコニー」（1982年4月21日）片面曲
9. セイシェルの夕陽　（4:18）
  - 作詞:松本隆 作曲・編曲:大村雅朗
  - アルバム『ユートピア』収録
10. 渚のバルコニー　（3:41）
  - 作詞:松本隆 作曲:呉田軽穂 編曲:松任谷正隆
11. 海辺のカフェテラス　（3:45）
  - 作詞:Seiko Matsuda
  - 作曲:Seiko Matsuda・Ryo Ogura 編曲:Yuji Toriyama
  - アルバム『DIAMOND EXPRESSION』（1993年5月21日）収録
12. 白いサンダルと麦わら帽子　（4:43）
  - 作詞:Meg.C
  - 作曲:Seiko Matsuda・Ryo Ogura 編曲:Yuji Toriyama
  - アルバム『It's Style'95』（1995年5月21日）収録
13. 永遠の島　（4:23）
  - 作詞:Seiko Matsuda
  - 作曲:Seiko Matsuda・Ryo Ogura 編曲:Yuji Toriyama
  - アルバム『1992 Nouvelle Vague』（1992年3月25日）収録

## 関連作品
- Winter Tales